# Kolista Turnia
Kolista Turnia (niem. Döller-See Turm, słow. Veža nad Okrúhlym plesom, węg. Döller-tavi-torony, 2321 m, według wcześniejszego pomiaru 2323 m) – turnia w głównej grani odnogi Krywania. Znajduje się pomiędzy Młynicką Turnią, oddzielona od niej Przełączką nad Wielkim Ogrodem (2315 m), a Szczyrbską Turniczką, oddzielona Przełączką nad Małym Ogrodem (2261 m). Turnia ma dwa wierzchołki, z których wyższy jest zachodni. W stronę Przełączki nad Małym Ogrodem schodzi grań z kilkoma garbami i siodełkami. Mniej więcej w jej połowie znajduje się krótki poziomy odcinek, zwany Przechodem nad Małym Ogrodem. Z grani poniżej przechodu opadają w stronę Capiego Kotła w Dolinie Młynickiej ściany o wysokości dochodzącej do około 120 metrów. Do 2008 r. były dziewicze – bez żadnej drogi wspinaczkowej. Z przechodu do Małego Ogrodu w Dolinie Hlińskiej opada potężny żleb, a z wszystkich siodełek wschodniej grani Kolistej Turni żleby i żlebki będące odgałęzieniem tego żlebu.
Niepozorny wierzchołek wschodni jest zwornikiem dla odchodzącej na północ szerokiej grzędy rozdzielającej Wielki Ogród od Małego Ogrodu. Prowadzi nią najłatwiejsza droga (nieznakowana) na Hruby Wierch od strony Doliny Hlińskiej. Znana była ona przewodnikom zakopiańskim już przed rokiem 1880. Grzęda ta ma charakter grani tylko w najwyższej części, niżej pocięta jest kilkoma żlebami, żeberkami i depresjami. Wszystkie są łatwe do przejścia. Podstawa grzędy w Dolinie Hlińskiej ma szerokość około 300 m i urywa się pasem ścianek o wysokości około 30 m. Ściana grzędy opadająca do Wielkiego Ogrodu ma ukośną podstawę, wysokość dochodzącą do 200 m i przecięta jest dwoma zachodami.
Kolista Turnia ma grań o długości okołu 100 m. Charakter szczytu ma głównie od strony Doliny Hlińskiej. Z Doliny Młynickiej niczym się nie wyróżnia i widoczne jest głównie jej długie i szerokie żebro.

## Taternictwo
Pierwsze wejścia
- Jędrzej Wala młodszy wraz z turystami, ok. 1890 r. – letnie (pierwsze wejście udokumentowane)
- Jerzy Krókowski i Stanisław Krystyn Zaremba, 27–28 grudnia 1926 r. – zimowe[3].

Drogi wspinaczkowe
1. Ze Szczyrbskiego Kotła, od południa; 0+ w skali tatrzańskiej, czas przejścia 30 min
2. Z Wielkiego Ogrodu, północno-zachodnią ścianą; III, 3 godz.
3. Droga Machnika (północno-zachodnią ścianą); II, 1 wyciąg IV+, 3 godz.. miejscami kruszyzna
4. Płytową załupą północno-zachodniej ściany; I, 1 godz.
5. Z Wielkiego Ogrodu drogą Wali; 0+, 1 godz.
6. Z Małego Ogrodu (grzędą Kolistej Turni); 0+, 30 min[4].

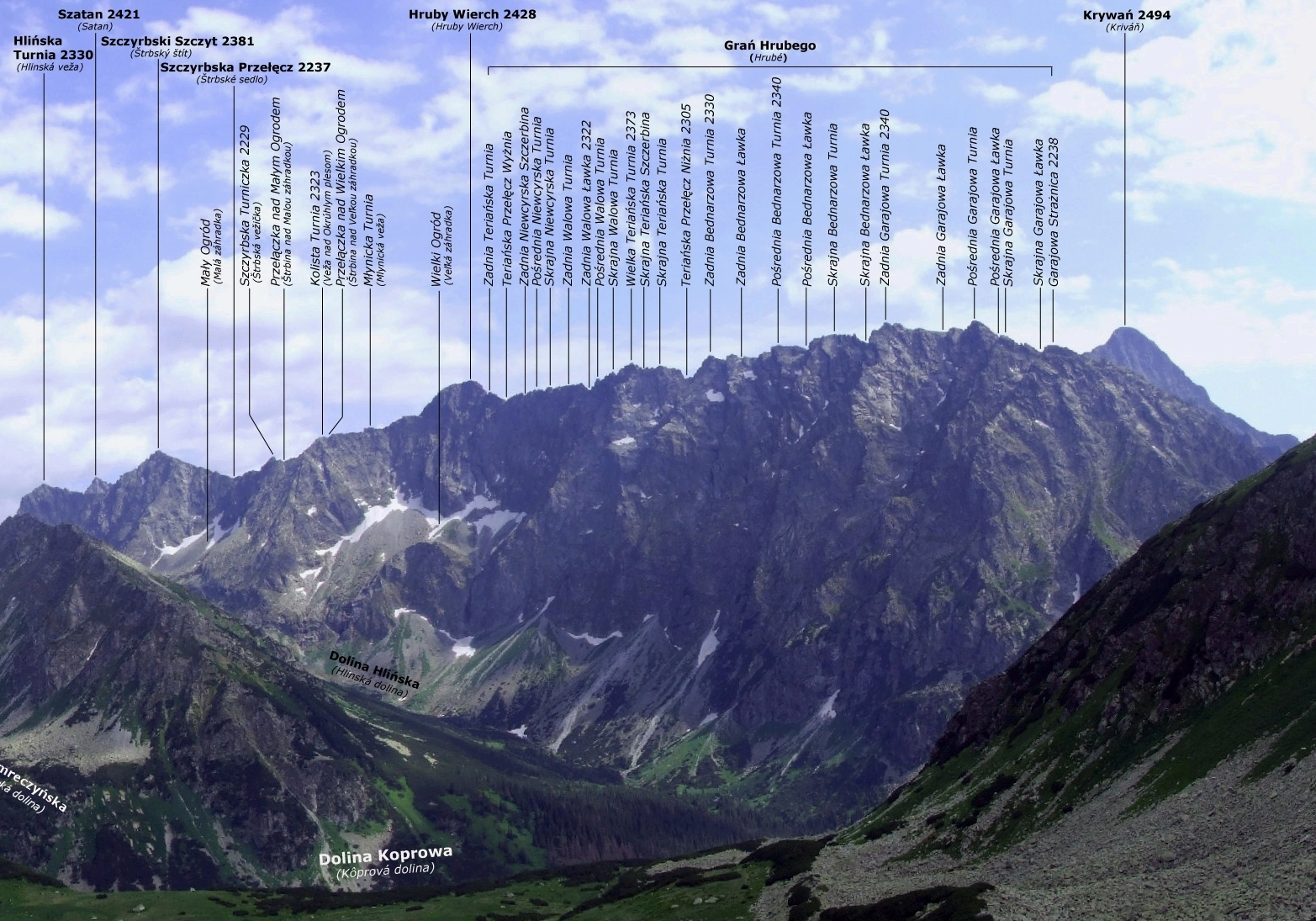
Widok z Zaworów na Kolistą Turnię i jej północno-wschodnią grzędę